# Camarota cylindrica
Camarota cylindrica är en tvåvingeart som beskrevs av Deeming 1981. Camarota cylindrica ingår i släktet Camarota och familjen fritflugor.
Artens utbredningsområde är Nigeria. Inga underarter finns listade i Catalogue of Life.